# Secretum
El Secretum o De secreto conflictu mearum curarum es una obra en prosa latina compuesta en tres libros por Francesco Petrarca. 
Escrito entre 1347 y 1353, y revisado posteriormente, es un diálogo imaginario, entre el propio poeta y Agustín de Hipona, en presencia de una mujer que simboliza la Verdad. En él hace un examen de conciencia personal, ya que aborda temas cercanos al poeta y no fue diseñado para la divulgación (de ahí el título), sino como reflejo de sus inquietudes espirituales.

## Argumento
El primer libro trata sobre el mal en general, y llega a la conclusión, de acuerdo con el agustino, de que inicialmente no existe, pero es causado por una falta de buena voluntad motivada por las pasiones terrenales que sorprenden al espíritu. 
En el segundo libro se analizan los siete pecados capitales y san Agustín trata sobre la pereza, el mal que más atormentaba al poeta. El santo entiende que para erradicar este mal debería hacerlo de raíz, pero en principio no encuentra una solución efectiva al problema. 
En el tercero el poeta se examina de dos pasiones, especialmente el amor de Laura y su amor por la gloria, considerado el más grave de los dos como da razón san Agustín, que le aconseja renunciar a él, pero no sabe cómo puede ayudar. 
En cuanto a la figura de san Agustín, es la contrapartida de la mente crítica de Petrarca, que excava e investiga en la mente del poeta destacando sus debilidades y le inspira para superarlos.